# Limenitis naxia
Limenitis naxia är en fjärilsart som beskrevs av Felder 1867. Limenitis naxia ingår i släktet Limenitis och familjen praktfjärilar. Inga underarter finns listade i Catalogue of Life.